# Provinz Leste

Die Regionen Bafatá und Gabú bilden den Osten des Landes und damit die Provinz Leste

Die Provinz Leste (portugiesisch Província Leste ‚Ost-Provinz‘) ist eine der drei Provinzen Guinea-Bissaus. Sie führt den ISO 3166-2-Code GW-L.
Die Provinzen sind die oberste Stufe der Verwaltungsgliederung Guinea-Bissaus, spielen jedoch keine Rolle in der Verwaltungspraxis und den Statistiken des Landes.
Die Provinz Leste setzt sich zusammen aus zwei Regionen, der zweiten und wichtigsten Stufe der Verwaltungsgliederung Guinea-Bissaus:
- Region Gabú
- Region Bafatá

Die Provinz Leste hat eine Fläche von 15.131 km² und ist damit die größte Provinz des Landes. Mit 424.527 Einwohnern lebt hier weniger als ein Drittel der Bevölkerung Guinea-Bissaus.
Das Gebiet gehörte historisch zum Kaabureich, vorherrschende Ethnien heute sind hier Fulbe und Mandinka.